# Articella

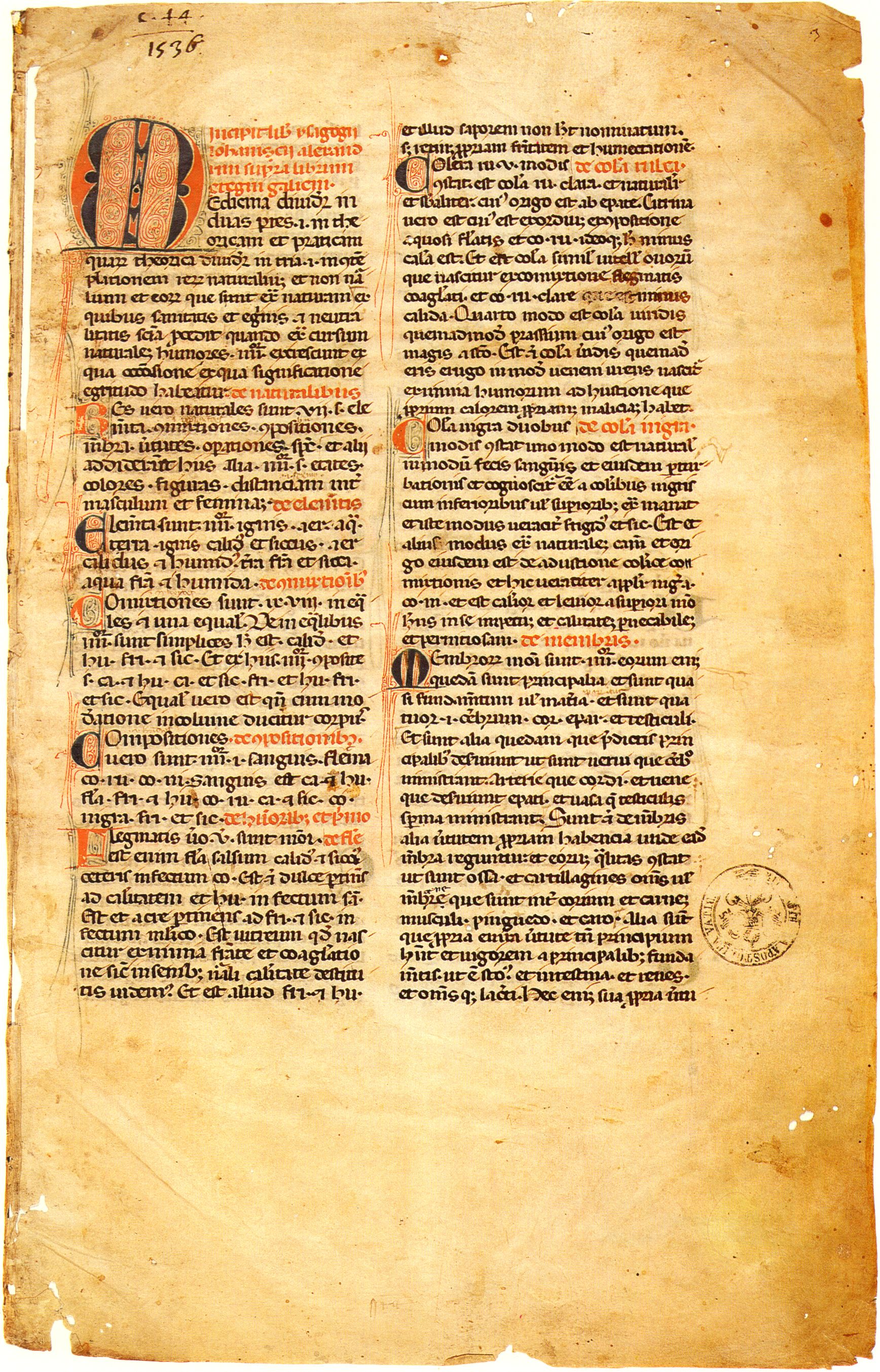
Ms. Vaticanus Palatinus lat. 1102, fol. 3r., Biblioteca Apostolica Vaticana.

L'Articella (en italien le « petit art ») est une collection de textes médicaux constituée dans l'école de médecine de Salerne au début du XIIe siècle qui a servi de base à l'enseignement de la médecine en Europe occidentale entre le XIIe  et le XVIe siècle.

## Histoire
La collection a été constituée dans l'école de médecine de Salerne au début du XIIe siècle et comprenait à l'origine cinq livres en version latine : l'Isagoge de Johannitius, les Aphorismes et les Pronostics d'Hippocrate, le Traité des urines de Théophile le Protospathaire et le Traité des pouls de Philarète. Un peu plus tard, vers le milieu du siècle, fut ajouté l'Art médical de Galien (appelé Tegni, du grec Τέχνη). La présence à Salerne de plusieurs de ces textes semble liée à l'activité de traduction, au XIe siècle, de Constantin l'Africain, un personnage assez mystérieux, originaire de l'Ifriqiya musulmane et moine au Mont-Cassin. Dans sa notice sur Constantin, le moine bibliothécaire Pierre le Diacre (XIIe siècle) cite, parmi ses traductions de « diverses langues », le De urina, le De pulsibus, les Pronostics et la Tegni. L'Isagoge de Johannitius, figurant en tête de la collection, est connue le plus anciennement par deux manuscrits, du Mont Cassin et de Paris, datant de la fin du XIe siècle ; c'est un abrégé, remanié sous forme de texte suivi, des Questions sur la médecine de Hunayn ibn Ishaq, introducteur de l'œuvre de Galien dans le monde arabe.
Le corpus a été entièrement commenté au cours du XIIe siècle par les maîtres de l'école de médecine de Salerne, notamment Barthélemy de Salerne et Maur de Salerne, ou Petrus Musandinus. Ces commentaires associent à la pratique médicale un cadre philosophique emprunté à Aristote, expliquant la santé et les maladies en termes de relations du corps et du monde naturel. Ces textes se diffusèrent rapidement en Europe occidentale (à Montpellier, Chartres, Paris dès la fin du XIIe siècle) et firent l'objet d'autres commentaires (Petrus Hispanus à Sienne, Cardinalis à Montpellier...), si bien qu'à partir du milieu du XIIIe siècle les commentaires acquirent une plus grande importance dans l'enseignement que les textes de départ. D'autre part, le corpus fut peu à peu étoffé, d'abord avec le traité Du régime des maladies aiguës d'Hippocrate et le De urina et le De pulsibus de Gilles de Corbeil, ensuite avec cinq textes d'origine arabe : le Viatique d'Ibn Al Jazzar et quatre traités médicaux d'Isaac le Juif : les Diètes universelles, les Diètes particulières, Sur les fièvres et Sur l'urine. Cette Articella augmentée fut officiellement adoptée comme base de l'enseignement médical dans l'université de Paris vers 1270, à Naples en 1278 et à Salerne en 1280.
On joignit ensuite également les commentaires de Galien sur les trois textes hippocratiques de la collection, et le commentaire d'Ali ibn Ridwan sur la Tegni. Cette nouvelle version encore élargie fut officialisée à Montpellier en 1309 et à Paris en 1331. L'Articella, corpus dans lequel Galien était l'ultime autorité, se maintint ensuite jusqu'au XVIe siècle, et il y en eut au moins seize éditions imprimées entre 1476, à Padoue par un imprimeur anonyme, et 1534.